# كونسيويلو بلاند مارشال
كونسيويلو بلاند مارشال (بالإنجليزية: Consuelo Bland Marshall)‏ هي قاضية ومحامية أمريكية، ولدت في 1936 في نوكسفيل في الولايات المتحدة.